# Když rozvod, tak rozvod
Když rozvod, tak rozvod je česká filmová komedie režiséra Štěpána Skalského z roku 1983.

## Děj
Mladé manželství Hynka a Pavly Dolejšových je v rozkladu a hrozí rozvod. Příčinou je manželova matka, která se neustále vměšuje mezi manžele a Pavle dává jasně najevo, že ji nemá v lásce. Do tohoto stavu přijíždí na návštěvu Pavlin otec, který nemá o rozvodu ani potuchy. Pavla ani Hynek nenajdou odvahu mu o rozvodu říci a tak začnou předstírat, že je vše v pořádku. Pavlína se opět nastěhuje k Hynkově matce a všichni dělají, jako by se nic nestalo. Otec ještě zkomplikuje situaci tím, že věnuje manželům auto. I když Hynek v sobě najde odvahu a chce tchánovi o rozvodu říci, ten jej vůbec nepustí ke slovu. Celá situace graduje, když maminka oznamuje Pavle, že otec má milenku a proto se budou rozvádět.

## Zajímavost
Na filmu výtvarně spolupracoval kreslíř, karikaturista, ilustrátor a humorista Jiří Winter - Neprakta.

## Obsazení
| Vladimír Menšík    | Arnošt Provazník |
| Marcela Martínková | Provazníková     |
| Veronika Žilková   | Pavla            |
| Jan Čenský         | Hynek            |
| Blanka Bohdanová   | Dolejšová        |
| Laďka Kozderková   | Komárková        |
| Zlata Adamovská    | Eva              |
| Marie Brožová      | paní Šimková)    |
| Zdeněk Řehoř       | dr. Brázda       |
| Karel Koloušek     | Vaněček          |
| Eva Klepáčová      | soudkyně         |
| Nicol Kubrová      | Pavlínka         |

## Další údaje o filmu
- námět: Rudolf Ráž
- scénář: Rudolf Ráž, Štěpán Skalský
- režie: Štěpán Skalský
- délka: 77 minut
- barva: barevný
- zvuk: mono
- premiéra: 1. dubna 1983
- kamera: Andrej Barla
- hudba: Vlastimil Hála
- střih: Jiří Brožek
- zvuk: Ladislav Hausdorf
- kostýmy: Marie Franková
- výprava-architekt: Karel Lier
- výroba: Filmové studio Barrandov – vedoucí výrobní skupiny Jiří Blažek
- distribuce: Ústřední půjčovna filmů

## Návštěvnost
- Od své premiéry v dubnu 1983 až do 31. prosince 1987 vidělo film v českých kinech v rámci 4 828 představení celkem 413 519 diváků.[1]
- Od své premiéry v dubnu 1983 až do 30. června 1991, kdy byl vyřazen z distribuce, vidělo film v českých kinech v rámci 4 968 představení celkem 417 928 diváků.[2]